# 滨江街道 (温州市)
滨江街道，中国浙江省温州市鹿城区下辖的一个街道。总面积16.07平方千米，人口22.6万人。2011年4月，原洪殿街道、蒲鞋市街道、黎明街道合并为滨江街道。

## 辖区
该街道辖有：
灰桥社区、洪殿社区、浦东社区、杨府山社区、宏源社区、丰汇社区、蒲源社区、新田园社区和陡门社区。